# The Andy Warhol Museum
The Andy Warhol Museum est un musée consacré à Andy Warhol, il est situé dans le quartier de North Shore à Pittsburgh en Pennsylvanie. Il est le plus grand musée des États-Unis consacré à un seul artiste.
The Andy Warhol Museum est une des quatre institutions du réseau de Carnegie Museums of Pittsburgh. La réalisation du musée s'est effectuée avec la collaboration de la Carnegie Institute, de Dia Art Foundation et de la Andy Warhol Foundation for the Visual Arts (AWFVA).

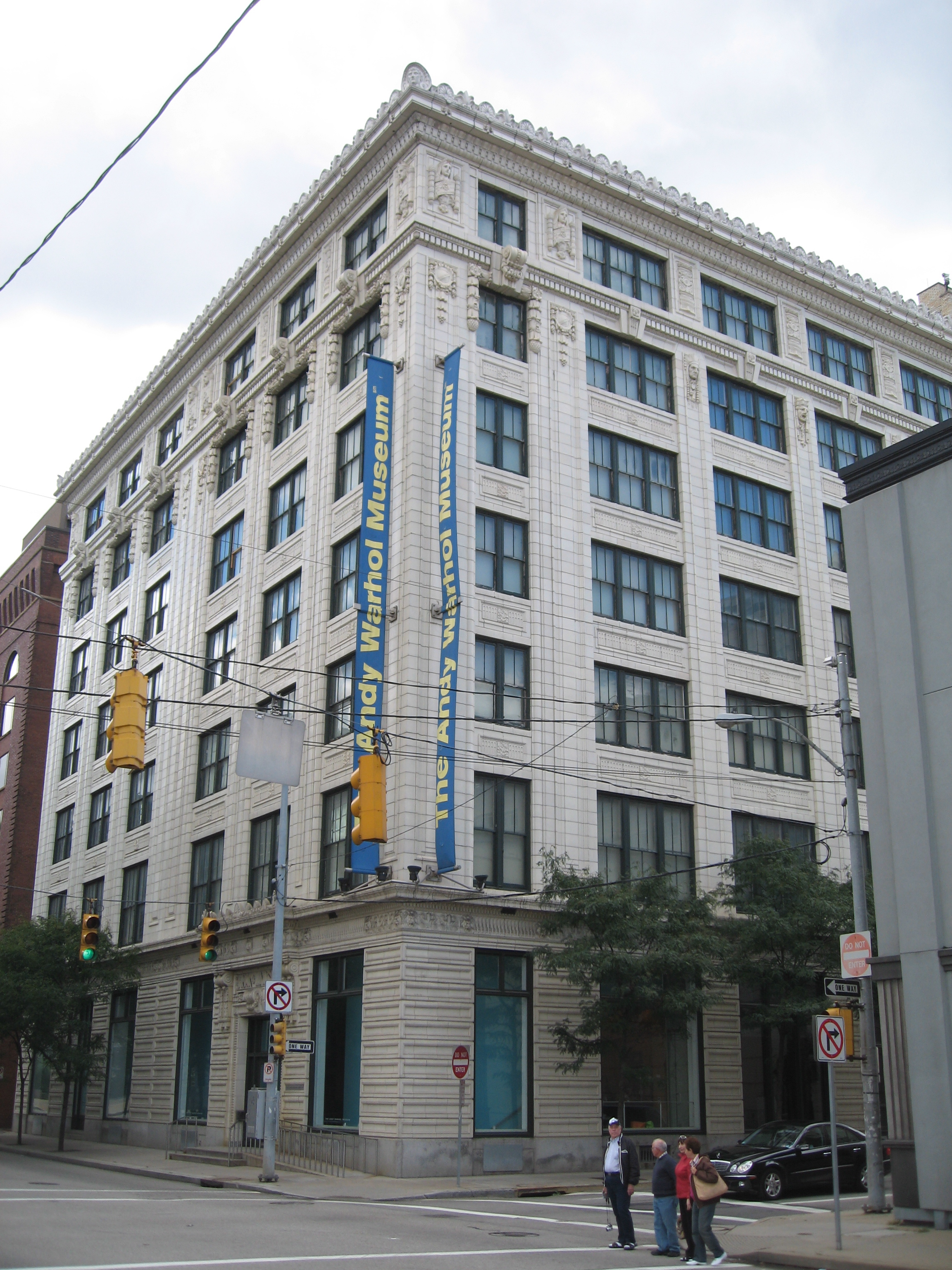
L'entrée principale du musée

Le musée possède 17 galeries dont 900 peintures, près de 2 000 œuvres sur papier, 77 sculptures, 4 000 photographies et plus de 4 350 films de Warhol.

## Historique
Le musée fut ouvert en mai 1994 et pour sa première fin de semaine, il a attiré 25 000 visiteurs.

## Visiteurs
Le musée reçoit une augmentation constante de visiteurs. En effet, pour 2009, 103 298 personnes ont visité le musée et pour 2010, le nombre a augmenté à 106 396. Plusieurs personnalités vont à Pittsburgh pour visiter le musée dont Mick Jagger, Bono, la première dame Michelle Obama, Robert Downey Jr., Rupert Everett, Brooke Shields, Nelly Furtado, Willem Dafoe, Donna Karan, Marc Jacobs, Laura Linney, Eddie Izzard, Carla Bruni et le Prince Andrew.

## Apparition au cinéma

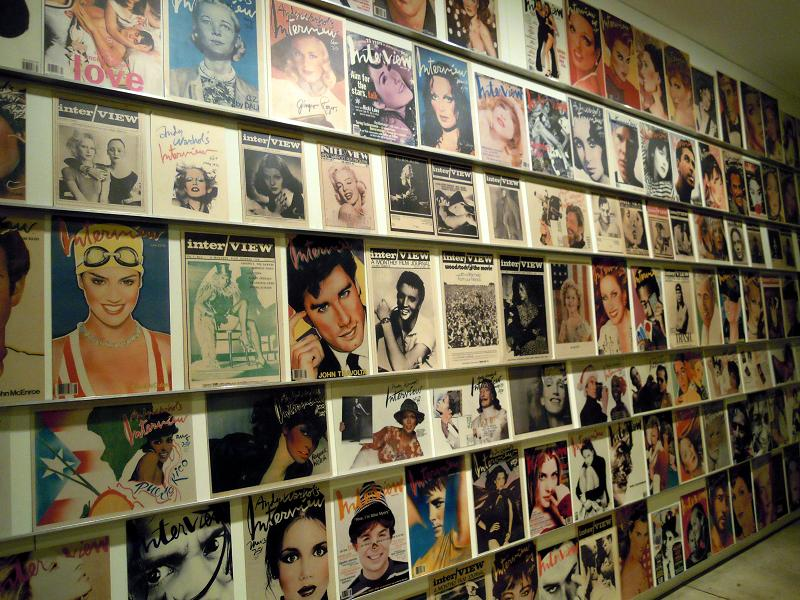
Exposition des couvertures du magazine Interview

En 2010, des scènes importantes du film She's Out of My League se déroulent dans le musée.